# Andrea de Adamich
Andrea Lodovico de Adamich (Trieste, 3 ottobre 1941) è un ex pilota automobilistico, telecronista sportivo, giornalista e conduttore televisivo italiano.

## Carriera

### Gli esordi
Si avvicinò al mondo dell'automobilismo nel 1962 in qualità di cronometrista nelle gare di autosciatoria, all'epoca molto diffuse. Nello stesso anno, dopo aver ottenuto dalla madre l'autorizzazione per il rilascio della licenza di pilotaggio, si iscrisse al Campionato Italiano Velocità Montagna, partecipando a varie cronoscalate al volante di una Triumph TR3 della Scuderia Trivellato, classificandosi al secondo posto. Partecipò anche al campionato mondiale della specialità, che in quell'anno si svolgeva in gara unica a Zurigo, giungendo sesto. Nel 1963, disputando il campionato di Formula Junior con una Lola-Ford usata, venne notato da Mario Angiolini che gli offrì un ingaggio nella prestigiosa scuderia meneghina Jolly Club. Capace di una fulminea carriera, si laureò campione italiano di Formula 3 nel 1965, titolo che gli valse l'ingaggio da parte dell'Autodelta, la squadra corse dell'Alfa Romeo.
Al volante della Giulia GTA della casa del biscione diventò campione europeo per vetture turismo (nella Divisione 2 - fino a 1600 cc) nel 1966 e nel 1967. Passò sulle monoposto vincendo la XVII Temporada Argentina, su una Ferrari Dino 166 V6 di Formula 2.

### Le vetture Sport

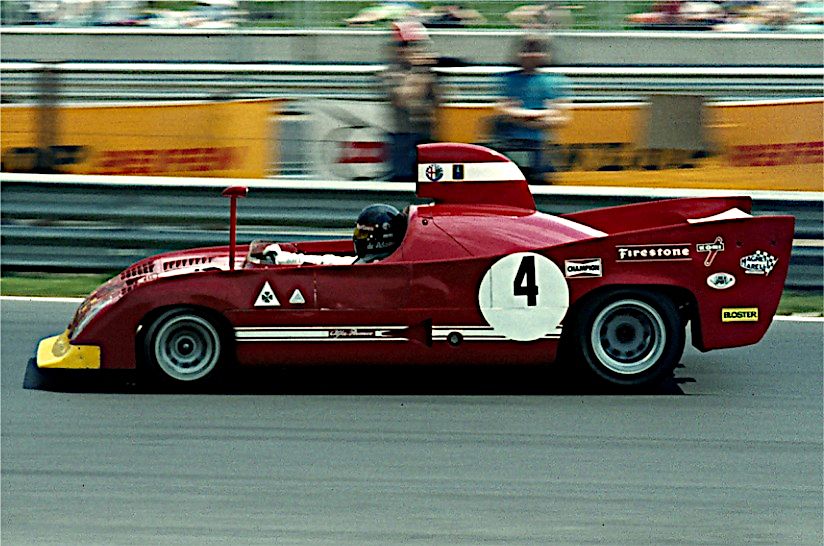
De Adamich al Nürburgring nel 1974 su Alfa Romeo 33 TT 12

Legato a doppio filo all'Autodelta, a partire dal 1967 fu coinvolto nell'impegno agonistico della barchetta Alfa Romeo Tipo 33. Al volante delle varie versioni della vettura fece spesso coppia con altri protagonisti delle gare di durata come Nino Vaccarella, Piers Courage, Nanni Galli, Henri Pescarolo, Rolf Stommelen, finendo di frequente sul podio, ma senza riuscire mai a conquistare nessuna delle grandi classiche della categoria. I suoi migliori risultati a livello internazionale nelle gare di durata furono la vittoria della 200 miglia di Buenos Aires nel 1970 (gara fuori campionato) e della 1000 km di Brands Hatch e della 6 Ore di Watkins Glen nel 1971. De Adamich, come molti suoi colleghi di quegli anni, si cimentò in diverse categorie, ma diede l'addio alle corse prendendo parte nella sua ultima stagione, il 1974, a quattro 1000 km valide per il Campionato Mondiale Marche. In queste ultime gare, disputatesi a Monza, al Nürburgring, a Imola e all'Österreichring, colse tre terzi posti e infine il secondo posto nella gara austriaca.

### La Formula 1

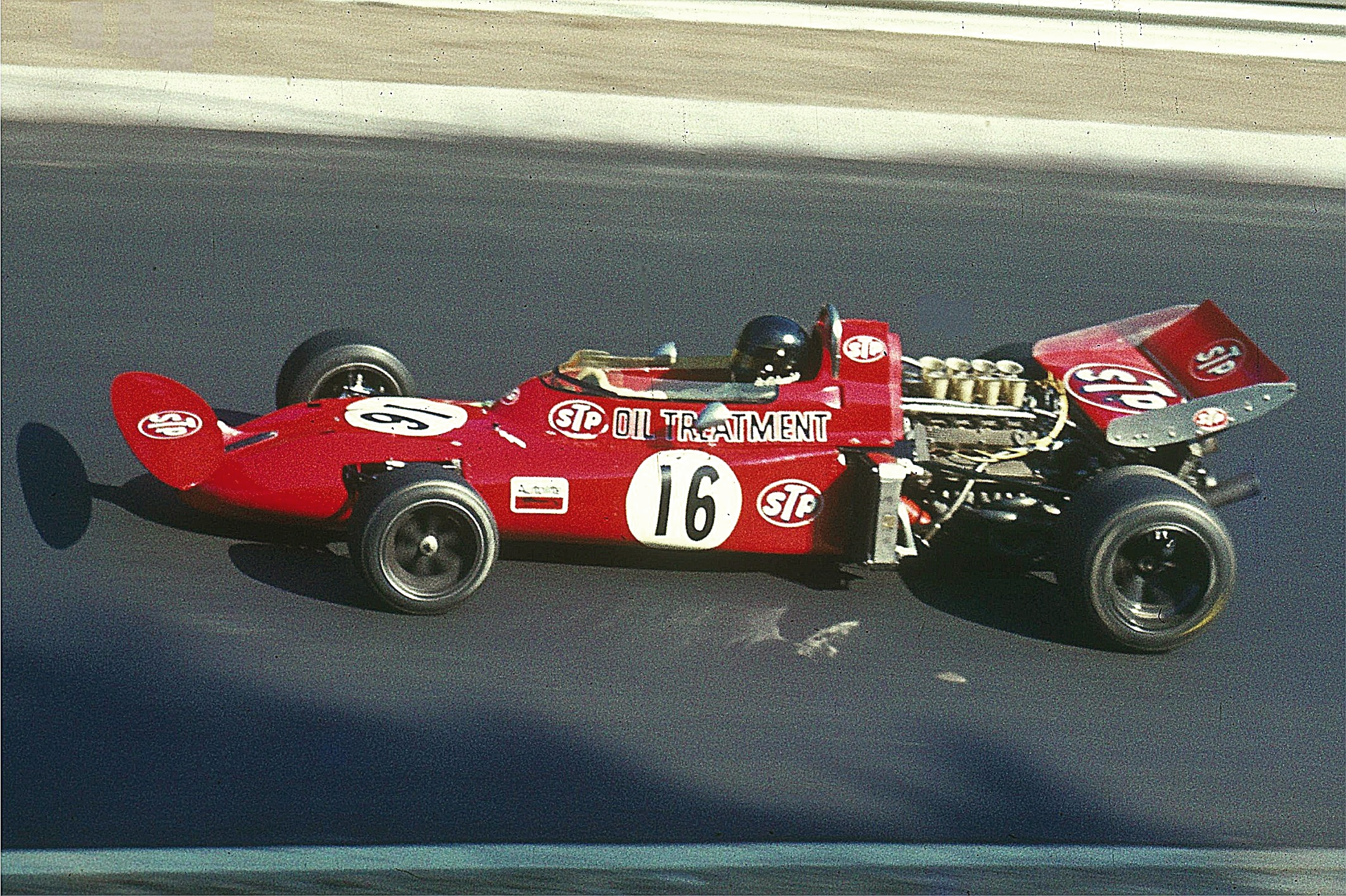
De Adamich su March-Alfa Romeo durante le prove del Gran Premio di Germania 1971

Debuttò in Formula 1 nel Gran Premio di Spagna (non valido per il mondiale) del 1967, giungendo quarto con una Ferrari. Era iscritto anche al Gran Premio d'Italia con una Cooper-Maserati della Scuderia Filipinetti, ma non vi partecipò. Quello stesso anno debuttò anche in Formula 2 a Zandvoort, e l'anno successivo arrivò, su Ferrari, secondo a Vallelunga.
Nel 1968 corse il suo primo Gran Premio valido per il mondiale, il Gran Premio del Sudafrica, sempre con la Ferrari, che lo aveva ingaggiato come terzo pilota. Un incidente lo bloccò dopo che era partito settimo. Subì un ulteriore incidente a Brands Hatch durante le prove della Race of Champions (prestigiosa gara fuori campionato), che gli causò problemi al collo che lo avrebbero tenuto lontano dalle gare per gran parte della stagione.
Tornò su una Formula 1 nel 1970 al volante di una McLaren motorizzata Alfa Romeo. Questo segnò il ritorno dei motori della casa del biscione dopo molti anni di assenza dalle corse. L'anno successivo passò a guidare una March, sempre con motore Alfa Romeo, un'accoppiata non molto riuscita che ne determinò risultati poco confortanti.
Nel 1972 corse su una Surtees-Ford con la quale ottenne il suo migliore risultato della carriera nel mondiale: quarto in Spagna. La sua carriera venne interrotta da un grave incidente (che coinvolse più piloti, senza gravi conseguenze) al Gran Premio di Gran Bretagna del 1973, al volante di una Brabham. In quell'occasione, il pilota triestino riportò numerose ferite alle gambe e rimase intrappolato nella vettura per diversi minuti. Nella stagione era riuscito a conquistare un altro quarto posto, nel Gran Premio del Belgio.

## Risultati completi in F1
| 1968 | Scuderia | Vettura |     |  |  |  |  |  |  |  |  |  |  |  |  |  |  | Punti | Pos. |
| ---- | -------- | ------- | --- |  |  |  |  |  |  |  |  |  |  |  |  |  |  | ----- | ---- |
| 1968 | Ferrari  | 312/67  | Rit |  |  |  |  |  |  |  |  |  |  |  |  |  |  | 0     |      |

| 1970 | Scuderia | Vettura  |  |    |    |  |    |    |    |    |    |   |     |    |  |  |  | Punti | Pos. |
| ---- | -------- | -------- |  | -- | -- |  | -- | -- | -- | -- | -- | - | --- | -- |  |  |  | ----- | ---- |
| 1970 | McLaren  | M7D M14D |  | NQ | NQ |  | NQ | NC | NP | NQ | 12 | 8 | Rit | NQ |  |  |  | 0     |      |

| 1971 | Scuderia | Vettura |    |     |  |  |     |    |     |  |     |  |    |  |  |  |  | Punti | Pos. |
| ---- | -------- | ------- | -- | --- |  |  | --- | -- | --- |  | --- |  | -- |  |  |  |  | ----- | ---- |
| 1971 | March    | 711     | 13 | Rit |  |  | Rit | NC | Rit |  | Rit |  | 11 |  |  |  |  | 0     |      |

| 1972 | Scuderia | Vettura |     |    |   |   |     |    |     |    |    |     |     |     |  |  |  | Punti | Pos. |
| ---- | -------- | ------- | --- | -- | - | - | --- | -- | --- | -- | -- | --- | --- | --- |  |  |  | ----- | ---- |
| 1972 | Surtees  | TS9B    | Rit | NC | 4 | 7 | Rit | 14 | Rit | 13 | 14 | Rit | Rit | Rit |  |  |  | 3     | 17º  |

| 1973 | Scuderia        | Vettura        |  |  |   |     |   |   |  |     |     |  |  |  |  |  |  | Punti | Pos. |
| ---- | --------------- | -------------- |  |  | - | --- | - | - |  | --- | --- |  |  |  |  |  |  | ----- | ---- |
| 1973 | Surtees Brabham | TS9B BT37 BT42 |  |  | 8 | Rit | 4 | 7 |  | Rit | Rit |  |  |  |  |  |  | 3     | 15º  |

| Legenda | 1º posto     | 2º posto | 3º posto    | A punti         | Senza punti/Non class.  | Grassetto – Pole position Corsivo – Giro più veloce |
| Legenda | Squalificato | Ritirato | Non partito | Non qualificato | Solo prove/Terzo pilota | Grassetto – Pole position Corsivo – Giro più veloce |

## Altre attività
Abbandonata l'attività sportiva diventa apprezzato giornalista del settore. A partire dal 1982 conduce la trasmissione sportiva Grand Prix su Italia 1. A lui sono affidate anche le telecronache dei gran premi di Formula 1 per il gruppo Fininvest che aveva acquistato in parte i diritti di trasmissione per il periodo 1991-1996. Dalla stagione 2002 gli è affidata anche la conduzione degli studi che precedono e seguono i Gran Premi del Motomondiale trasmessi su Italia 1.
Dal 1990 è direttore del Centro Internazionale Guida Sicura a Varano de' Melegari (PR), dove risiede, a pochi passi dall'Autodromo Riccardo Paletti; non è difficile trovarlo in giro per i paddock nella giornata o in giro per la città.
Tra il 1997 e 2006 ha doppiato la telecronaca del videogioco ufficiale per PlayStation di Formula One 97 (in coppia con Massimo Marinoni) Formula One 98 (in coppia con Andrea Piovan) e in coppia con Claudia Peroni in Formula One 99, Formula One 2000, Formula One 2001, Formula One 2002, Formula One 2003, Formula One 04, Formula One 05, Formula One 06 e Formula One Championship Edition. Ha inoltre prestato la voce per il gioco Pokemon Stadium.

## Vita privata
Padre di tre figli, il 16 gennaio 2010 si è unito con rito civile a Sofia Spanou.